# Medieval: Total War
Medieval: Total War è un videogioco strategico sviluppato dallo studio The Creative Assembly per Microsoft Windows.
Il gioco permette di assumere la guida di una fazione medievale europea e nord africana in un periodo di circa 300 anni.
Si divide nella parte strategica, ricca di eventi, economia, commerci, sotterfugi, crociate, jihad, scomuniche, assassinii e matrimoni, visualizzata come un'antica carta geografica divisa in regioni dove le truppe e le altre unità sono visualizzate come pedine e nella parte tattica in tempo reale, visualizzata in tre dimensioni secondo una riproduzione realistica che permette di giocare battaglie controllando anche migliaia di uomini.
È il secondo episodio della serie Total War; segue Shogun: Total War e precede Rome: Total War, Medieval II: Total War, Empire: Total War, Napoleon: Total War, Shogun 2: Total War e Total War: Rome II.

## Modalità di gioco
Il gioco comincia nel 1087, anno di morte di Guglielmo il Conquistatore e alle porte della prima crociata lanciata nel 1096, e termina nel 1453, con la fine della Guerra dei Cent'anni e anno di caduta di Costantinopoli e dell'Impero Bizantino. È possibile scegliere tra diverse opzioni di inizio della campagna:
- Basso Medioevo: 1087
- Alto Medioevo: 1204 (anno dell'incompiuta, la quarta crociata che vide la caduta di Costantinopoli ai crociati e l'inizio del regno Latino d'Oriente, rappresentato nel gioco da regioni ribelli)
- Tardo Medioevo: 1321

Tuttavia in questa disposizione delle epoche risulta esserci un errore storico, in quanto verrebbe prima l'Alto Medioevo, errore sanato nel successivo capitolo di Medieval.
Il gioco della campagna strategica si svolge a turni, ognuno della durata di un anno. Ogni "fine anno" corrisponde al passare il turno, dove l'IA svolgerà le sue mosse. All'inizio del turno successivo si apre un rendiconto delle attività svolte, come la costruzione degli edifici, l'addestramento delle truppe, e tante altre cose; vengono inoltre segnalati anche eventi particolari, come ad esempio la Prima Crociata (1095), o la Crociata dei bambini, tutti eventi, solitamente con rilevanza storica, accompagnate da una descrizione dei fatti e da eventuali modifiche durante il gioco, ad esempio un aumento di zelo in determinate regioni, oppure aumento del tasso di religione eretica in altre (vedi il caso eventi di catari e albigesi).

## Fazioni

### Fazioni giocabili
| Bandiera | Fazione   | Descrizione |
| -------- | --------- | --- |
|          | Almohadi  | Con territori posti ai margini e facilmente difendibili, presentano le unità di milizia immediatamente disponibili ma non possiedono unità d'élite. |
|          | Aragonesi | Sono compressi fra gli spagnoli, gli almohadi, i francesi e gli inglesi. |
|          | Bizantini | Sono dotati di ricco ed esteso territorio, di truppe specializzate e di cavalleria pesante. Tuttavia l'Impero Bizantino rischia di trovarsi esposto in prima linea contro le orde della steppa mentre contemporaneamente saranno impegnati su più fronti (Europa balcanica contro ungheresi e polacchi, Medio-Oriente contro egiziani e turchi). |
|          | Danesi    | Partono dalla Scandinavia per poi poter cercare di espandersi in Russia o in Inghilterra. Nell'alto medioevo si disporrà delle unità vichinghe. |
|          | Egiziani  | Possiedono economia fiorente ed un territorio esteso. |
|          | Francesi  | Partono circondati da inglesi, tedeschi, aragonesi, spagnoli, e potenzialmente anche dagli italiani. |
|          | Inglesi   | Partono dall'Inghilterra, difendibile tramite flotta ma singolarmente una terra povera. Possono però addestrare i roncolieri, unità esclusiva che con i fanti italiani rappresenta l'armata con il miglior rapporto qualità-prezzo. |
|          | Italiani  | Questa fazione rappresenta un'ucronica confederazione dei comuni e principati nell'Italia settentrionale, più le isole di Sardegna e Corsica. I territori (tranne le isole) sono ricchi e possono sviluppare un florido commercio. Inoltre, possono addestrare rapidamente i fanti italiani, una tra le più forti e versatili unità da combattimento, con un ottimo rapporto qualità-prezzo. |
|          | Polacchi  | Iniziano nella zona dell'Europa orientale, con numerosi territori neutrali conquistabili ad est e fazioni inizialmente poco ostili a sud (Ungheria) e ad ovest (Sacro Romano Impero). I polacchi dispongono di cavalleria anche con arco, ma non hanno unità d'élite paragonabili a quelle degli altri regni occidentali. Con l'avanzare del gioco i regni confinanti si faranno più ostili e si aggiungerà anche il principato di Novgorod/Russia fra chi ha mire espansionistiche sulla Polonia. |
|          | Russi     | Possono essere usati solo nel Tardo Medioevo, hanno unità di cavalleria, tra cui i cavalieri pesanti con arco. Hanno parecchi territori ribelli da conquistare, devono temere solo l'espansione polacca a sud-ovest, l'arrivo dell'Orda d'Oro da est ed eventualmente i bizantini da sud. |
|          | Siciliani | Controllano la Sicilia e, nelle campagne più tarde, l'Italia meridionale (che nel periodo iniziale è controllata dai bizantini). |
|          | Spagnoli  | Possiedono unità di cavalleria e truppe con armi da fuoco; iniziano circondati da fazioni ostili (musulmani a sud, aragonesi ad est, francesi ed inglesi a nord). |
|          | Tedeschi  | Rappresentano il Sacro Romano Impero. Non partono da una posizione con sbocchi sul Mar Mediterraneo, e soprattutto la posizione centrale, che li renderà attaccabili su ogni fronte, da italiani, inglesi, francesi, polacchi, ungheresi e danesi. A differenza delle altre fazioni il sovrano è eletto dai nobili che costituiscono il regno, pertanto in caso dovessero mancare principi ereditari del re sarà possibile che un generale di gran fama possa diventare monarca facendo sopravvivere la fazione (nelle altre fazioni l'estinzione della linea dinastica causa la sconfitta della fazione). |
|          | Turchi    | Iniziano nella parte orientale della penisola anatolica, possiedono unità di fanteria potenti ma poco corazzate. |
|          | Ungheresi | Iniziano nella zona centrale dell'Europa, compressi fra tedeschi, polacchi e se si espandono bizantini. Hanno eserciti numerosi e ben nutriti, ma non dispongono di truppe d'élite. Le fazioni con cui entreranno in conflitto dipende dalla disponibilità dei territori confinanti: se i Balcani saranno liberi, gli ungheresi tenteranno subito di accedervi, entrando in attrito con italiani e bizantini; altrimenti potrebbero tentare di sfondare in Polonia o di attaccare i tedeschi. |

### Fazioni non giocabili
| Bandiera | Fazione        | Descrizione |
| -------- | -------------- | --- |
|          | Fazione papale | Lo Stato Pontificio è situato nell'Italia centrale. Generalmente non attacca mai nessuno tranne vicini confinanti che il papa ha scomunicato. La fazione papale può scomunicare una fazione cristiana in caso essa vada contro un ordine del pontefice (solitamente l'invito a sospendere le ostilità verso un "fratello cristiano", anche nel caso sia stato quest'ultimo ad attaccare a tradimento per primo). Una fazione scomunicata può essere attaccata dai suoi vicini e le sue provincie diventano bersagli per possibili crociate. Le crociate divengono disponibili subito nel gioco, dopo che il papa ha lanciato l'appello ai fedeli per riconquistare la Terra Santa. Se la fazione papale viene sconfitta, tutte le precedenti scomuniche vengono invalidate e inoltre non è più possibile lanciare crociate. |
|          | Svizzeri       | Sono presenti solo nell'ultimo scenario ambientato nel tardo medioevo. Dispongono di picchieri e di una provincia facilmente difendibile dalle incursioni nemiche. |
|          | Mongoli        | Sono rappresentati dall'Orda d'Oro e compaiono nella prima metà del XIII secolo nelle pianure russe a nord del Mar Caspio ed eventualmente anche in Armenia (in entrambi i casi ai confini della mappa di gioco). Dispongono di un grosso numero di unità di cavalleria e di fanteria. Affrontano sempre i russi (e i polacchi se si sono spinti abbastanza ad est), mentre l'offensiva che parte dall'Armenia si scontra con bizantini, turchi ed eventualmente egiziani. |
|          | Ribelli        | Rappresentano tutti quei regni e principati autonomi che non costituiscono una fazione a sé, così come eserciti costituiti da briganti, tentativi d'insurrezione popolare e resti di fazioni sconfitte. Le zone ribelli maggiormente estese si trovano in Lituania ed Ucraina. |

## Accoglienza
| Testata                         | Giudizio |
| ------------------------------- | -------- |
| Metacritic (media al 24-7-2016) | 88/100   |
| AllGame                         | 4.5/5    |
| CGW                             | 5/5      |
| Edge                            | 8/10     |
| Eurogamer                       | 9/10     |
| Game Informer                   | 9.25/10  |
| GameSpot                        | 8.7/10   |
| GameSpy                         | 4.5/5    |
| GameZone                        | 8.6/10   |
| IGN                             | 8.9/10   |
| PC Gamer (USA)                  | 82%      |

Medieval: Total War ha ricevuto un'accoglienza "favorevole" stando alle recensioni sul sito Metacritic. Nel Regno Unito, il gioco è andato dritto in cima alle classifiche videoludiche dopo la sua uscita, rimanendovi per due settimane. Ha infine ricevuto un premio "Silver" in termini di vendite dalla Entertainment and Leisure Software Publishers Association (ELSPA), grazie alle almeno 100'000 copie vendute nel Regno Unito. Negli Stati Uniti, Medieval: Total War ha raggiunto il quarto posto nella sua seconda settimana d'uscita, dopo Warcraft III, The Sims e la sua espansione The Sims: Vacation. Anche lì, esso ha venduto 100'000 copie nell'agosto del 2006, battuto però dal suo successore Rome: Total War, con le sue 390'000 copie vendute negli Stati Uniti.
Il gioco è stato lodato dai critici per i vari fattori che si aggiungono alla complessità della campagna; ActionTrip ha notato che "Medieval aggiunge un nuovo equilibrio strategico al gioco, che insegna che da grandi imperi derivano sempre più grandi responsabilità". Eurogamer ha lodato il modo in cui il giocatore doveva gestire code di produzione assicurare la lealtà di generali importanti e fare uso di spie e assassini, chiamando il livello di controllo "molto più avanti di quanto visto nel gioco precedente"; tale visione è stata condivisa da molti altri recensori. La quantità di fazioni nel gioco, ognuna con i propri territori ed eserciti storicamente accurati, è stata apprezzata soprattutto da IGN e Game Informer che hanno dichiarato che "ciò dà al gioco un enorme valore di ri-gioco", con GameSpot che ha aggiunto che "la porzione strategica ha ora molte più opzioni". Molti recensori hanno lodato anche il fatto che l'ambientazione storica del Medioevo fosse ben integrata nel gioco; PC Zone ha riconosciuto "la brutalità e l'instabilità" dell'epica, ben incluse nel gioco, mentre GameSpot e ha lodao l'aspetto religioso, dichiarando che "la religione ha giocato un enorme ruolo nel fare la storia, e così è stato nel gioco". GameSpy ha dichiarato che le diverse posizioni storiche iniziali hanno reso l'attenzione ai dettagli "notevole"; il sistema di battaglie storiche è stato ben ricevuto da Computer Gaming World, che ha dichiarato di aver con successo "dato un autentico assaggio del passato". Tuttavia, GameSpot ha commentato un problema con la mancanza di informazione, dichiarando che "il giocatore avrà il suo daffare per tener d'occhio tutto quanto accade nelle sue provincie", suggerendo che ciò sarebbe risoltasi in un'interfaccia più informativa. Nell'insieme, la modalità di gioco strategica è stata molto ben ricevuta, e molti recensori lo hanno reso un degno rivale di giochi in stile Civilization.
Il sistema di battaglia in Medieval: Total War è stato da molti considerato il vero punto di riferimento del gioco. Eurogamer ha ritenuto che "la sensazione di drammaticità e scala in questi conflitti è incredibile", lodandone gli effetti visivi e il combattimento. La IGN ne ha invece lodato i campi di battaglia e i panorami molto diversi, con ActionTrip accordatasi ritenendo che "Medieval: Total War sembra meglio di Shogun", aggiungendo che il terreno e le unità erano più dettagliate rispetto proprio a Shogun: Total War. GameSpot ne ha lodato la realisticità, menzionando che le considerazioni reali sul campo di battaglia come fatica, munizioni, avversario da affrontare e morale, tutti inclusi nel gioco, fossero "benvenuti". GameSpy ha aggiunto che le battaglie "caotiche" erano appropriate per l'epoca, ma criticato l'aspetto dell'assedio, ritenendolo "troppo piano e inconcludente", con una mancanza di dettaglio rispetto ad altri elementi tridimensionali. IGN ha apprezzato la colonna sonora del gioco, dicendo che "la colonna sonora è piena di momenti orchestra sopra la media che vi farà venir voglia di massacrare l'avversario" commentandola come adatta per un gioco che "consente di compiere massacri come mai prima d'ora" Anche ActionTrip ha ammirato come il ritmo della musica cambiava mentre iniziava la battaglia, lodando la Creative Assembly per i suoi "effetti visivi e audio messi come capolavori". L'intelligenza artificiale di  Medieval: Total War è stata ritenuta assai migliorata rispetto al predecessore, e CGW lo ha menzionata come abbastanza intelligente da capire che serve più della forza bruta per vincere una battaglia. La critica peggiore è stata attribuita alle battaglie contenenti grossi numeri di unità, che davano bassi livelli di frame rate e prestazioni, mentre ActionTrip ha anche notato vari problemi di gestione delle unità nella direzione e nell'affrontare gli avversari, dichiarando che "è demoralizzante vedere degli arcieri che si voltano dalla parte sbagliata".
Medieval: Total War ha ricevuto comunque un complesso di recensioni positive, nonostante qualche critica, ottenendo una grande distinzione dall'industria videoludica. GameSpot ha detto, in breve, che seppur "poco adatto al giocatore casuale", molti giocatori "troveranno molto da piacervi, e per tanto tempo." Sebbene GameSpy abbia descrittoMedieval: Total War come un gioco "colpisce qualche dosso", ha citato come bast per tenere i giocatori interessati per tanti mesi. Eurogamer ha citato Medieval: Total War come "una pietra miliare videoludica". IGN ha citato che il gioco "offre un'esperienza onnicomprensiva", mentre CGW ha concluso la sua recensione dicendo: "non c'è abbastanza spazio nella rivista per spiegare tutti i suoi pregi."
Medieval: Total War ha ricevuto non pochi premi. PC Gamer UK lo ha nominato il miglior gioco del 2002, rimpiazzando Half-Life della Valve. Premiandone la distinzione, PC Gamer ha citato: "era l'unico concorrente." Il gioco ha anche ricevuto un premio EMMA in Eccellenza Tecnica per l'audio (e soprattutto la colonna sonora) composta da Jeff van Dyck, commentandolo come "una colonna sonora liscia, ben mista e composta dinamicamente nel gameplay. I brani musicali diversi ed estensivi sembrano autentici e coinvolgono il giocatore in pieno." Il gioco ha ricevuto un certo numero di distinzioni da editorie videoludiche, tra cui un premio come "Strategico del 2002" dalla GameSpy, che ha menzionato che "non è solo il fatto che Medieval sia due grandi giochi in uno, a sono due giochi che si sfamano l'un l'altro per lo sprint finale." La stessa Creative Assembly ha ricevuto il premio "Sviluppatore PC dell'Anno" dall'European Computer Trade Show per la produzione di Medieval: Total War.
Gli editori di Computer Games Magazine hanno posto Medieval all'ottavo posto tra i migliori giochi per il computer del 2002, chiamandolo "ricco d'atmosfera e impellente per tante ore." È stato nominato ai premi "Miglior Strategico a Turni del 2002" per PC Gamer US e "Strategico dell'Anno" per Computer Gaming World, vinti rispettivamente da Combat Mission: Barbarossa to Berlin e Freedom Force. Gli editori di CGW hanno riferito come Medieval avesse evidenziato "la grandezza e il fior fiore nel simulare la storia europea".

## Viking Invasion
Espansione che aggiunge alcune novità (l'olio bollente negli assedi e svariate unità in dotazione ai danesi nella campagna principale) ed una nuova campagna ambientata in Inghilterra nel 793, in cui si potrà scegliere una fazione anglosassone, oppure la fazione vichinga; l'obiettivo sarà la conquista di tutti i territori (Inghilterra, Norvegia e Danimarca). Le fazioni sono:
- I Pitti, situati al nord, in Scozia; non hanno nessun guerriero eccezionale, tranne i balestrieri.
- Gli Scozzesi: situati in Scozia e in Irlanda, hanno i guerrieri delle highlands, poco costosi e abbastanza forti, senza contare il terreno montagnoso che renderà facile la difesa.
- I Northumbriani: situati tra pitti, scozzesi, e merciani (senza contare le scorrerie vichinghe) avranno vita difficile.
- I Merciani: situati sotto la Northumbria, hanno una terra abbastanza ricca e dispongono di unità sassoni (che sono molto più potenti di quelle inglesi).
- I Sassoni: situati nell'estremo sud dell'Inghilterra, hanno un'ottima posizione geografica e sono tra i pochi che hanno dei guerrieri in grado di infastidire i vichinghi sul campo di battaglia.
- I Gallesi: situati a ovest, hanno buoni arcieri.
- Gli Irlandesi si trovano nella propria isola, cosa che, in questo caso, è più uno svantaggio che altro, perché le incursioni vichinghe potrebbero arrivare in qualsiasi punto. Le unità speciali saranno i kern, che prima di buttarsi in mischia lanceranno dei giavellotti, e i gallowglass, potenti unità da mischia.
- I Vichinghi partiranno in una situazione economica catastrofica, ma avranno tanti vantaggi:
  - avranno subito parecchie navi;
  - le loro navi si possono muovere di 3 territori marini a turno (invece che uno solo);
  - potranno partire in nave da un qualsiasi territorio, senza bisogno di un porto;
  - i proventi dovuti al saccheggio sono triplicati per i vichinghi (se saccheggiando una città, un inglese guadagna 1000 fiorini, un vichingo ne guadagnerà 3000).
  - hanno delle unità di fanteria incredibilmente potenti, con la quale nessuna fazione può reggere il confronto. Scarseggiano comunque di una buoni arcieri e come unica unità di cavalleria avranno i razziatori vichinghi, utili solamente a inseguire i nemici in rotta;
  - oltretutto è praticamente impossibile che qualcuno riesca a invadere i territori vichinghi, perché molto difficilmente una fazione inglese riuscirà a permettersi una flotta navale che riesca a infastidire le navi vichinghe, senza contare che i porti verranno continuamente distrutti dalle incursioni.